# Acquachiara 2012-2013 (pallanuoto maschile)

## Rosa
| N° |                    | Ruolo | Giocatore              |
| -- | ------------------ | ----- | ---------------------- |
|    | Italia (bandiera)  | P     | Roberto Ragusa         |
|    | Croazia (bandiera) | P     | Miro Kačić             |
|    | Italia (bandiera)  | D     | Andrea Scotti Galletta |
|    | Italia (bandiera)  | D     | Domenico Mattiello     |
|    | Italia (bandiera)  | D     | Amaurys Pérez          |
|    | Italia (bandiera)  | D     | Giuseppe Postiglione   |
|    | Italia (bandiera)  | CV    | Fabio Gambacorta       |
|    | Italia (bandiera)  | CV    | Marco Ferrone          |

| N° |                       | Ruolo | Giocatore         |
| -- | --------------------- | ----- | ----------------- |
|    | Italia (bandiera)     | A     | Luca Fiorillo     |
|    | Montenegro (bandiera) | A     | Damijan Danilovic |
|    | Croazia (bandiera)    | A     | Antonio Petković  |
|    | Italia (bandiera)     | A     | Luigi Di Costanzo |
|    | Italia (bandiera)     | CB    | Olexandr Sadovyy  |
|    | Italia (bandiera)     | CB    | Tamás Märcz       |
|    | Italia (bandiera)     | CB    | Giacomo Saviano   |

| Allenatore: | Maurizio Mirarchi |

## Risultati

### Serie A1

#### Girone di andata
| Arbitri: | Centineo Paoletti |

|                                               |           |                                                           |
| Petković: 5 Märcz: 3 Di Costanzo - Sadovyy: 1 | Marcatori | 2: Cupido - Foti 1: Beggiato - Bruni - Cambiaso - Trebino |

| Arbitri: | Bianchi Sardellitto |

|                         |           |                                   |
| Suti - Zovko: 2 Boyd: 1 | Marcatori | 2: Di Costanzo - Pérez 1: Sadovyy |

| Arbitri: | L. Bianco Savarese |

|                                            |           |                              |
| Pérez: 3 Ferrone: 2 Danilović - Saviano: 1 | Marcatori | 2: Español - Molina - Pagani |

| Arbitri: | Bianchi Scappini |

|                                                                                     |           |                                                             |
| Figlioli - Madaras: 2 Felugo - Figari - D. Fiorentini - A. Fondelli - F. Lapenna: 1 | Marcatori | 3: Petković 1: Danilovic - Di Costanzo - Gambacorta - Märcz |

| Arbitri: | Collantoni Taccini |

|                                                                  |           |                                                                                 |
| Deserti - Rizzo: 3 Alesiani - Damonte - Janović - Mistrangelo: 1 | Marcatori | 3: Sadovyy 2: Danilović 1: Ferrone - Märcz - Pérez - Petković - Scotti Galletta |

| Arbitri: | Ceccarelli Rovida |

|                                                                           |           |                                    |
| Petković - Saviano - Scotti Galletta: 2 Danilović - Gambacorta - Märcz: 1 | Marcatori | 2: M. Luongo 1: Astarita - Buckner |

| Arbitri: | Piano Pinato |

|                                                                                       |           |                                                       |
| Valentino: 3 Loncar - Nora: 2 R. Calcaterra - Elez - G. Fiorentini - C. Presciutti: 1 | Marcatori | 3: Gambacorta - Märcz 2: Danilović 1: Pérez - Saviano |

| Arbitri: | Ceccarelli Scappini |

|                                                                                          |           |                                                                       |
| Märcz: 5 Danilović - Gambacorta - Petković: 2 Di Costanzo - Pérez - Sadovyy - Saviano: 1 | Marcatori | 1: Bagnoli - A. Caliogna - D'Alessandro - Mann - Marziali - Temellini |

| Arbitri: | Lo Dico Severo |

|                                                                       |           |                                                                                         |
| Barillari - Guidaldi: 3 Vergano: 2 Bettini - A. Di Somma - Sekulić: 1 | Marcatori | 2: Märcz - Sadovyy 1: Di Costanzo - Ferrone - D. Mattiello - Petković - Scotti Galletta |

| Arbitri: | Paoletti Riccitelli |

|                                                                    |           |                                                         |
| Märcz: 2 Danilović - Di Costanzo - Ferrone - Petković - Sadovyy: 1 | Marcatori | 2: Kovács - Saccoia 1: Baraldi - Foglio - Gallo - Rossi |

| Arbitri: | Brasiliano Zappatore |

|                                                                                  |           |                                                                                         |
| Africano - Vittorioso: 2 Leporale - Maddaluno - N. Presciutti - Sebastianutti: 1 | Marcatori | 3: Petković 1: Danilović - Di Costanzo - Gambacorta - Pérez - Sadovyy - Scotti Galletta |

#### Girone di ritorno
| Arbitri: | Petronilli Severo |

|                                                    |           | |
| Beggiato: 2 Bruni - Cambiaso - Cupido - Trebino: 1 | Marcatori | 3: Petković 2: Di Costanzo - Märcz - Pérez - Saviano 1: Ferrone - Gambacorta - D. Mattiello - Postiglione |

| Arbitri: | Savarese Scappini |

|                                                                                 |           |                          |
| Märcz: 3 Petković - Saviano: 2 Danilović - Di Costanzo - Pérez - Postiglione: 1 | Marcatori | 4: Suti 2: Boyd 1: Zovko |

| Arbitri: | Bianchi L. Bianco |

|                                                                   |           |                                                                                          |
| Español: 4 Pagani: 3 Bini - F. Di Fulvio - M. Lapenna - Molina: 1 | Marcatori | 2: Märcz - Pérez 1: Danilović - Di Costanzo - Gambacorta - Postiglione - Scotti Galletta |

| Arbitri: | Caputi Lo Dico |

|                                                    |           |                                                       |
| Petković: 2 Danilović - Märcz - Scotti Galletta: 1 | Marcatori | 2: Felugo 1: Figari - Giacoppo - F. Lapenna - Madaras |

| Arbitri: | Centineo Severo |

|                                                                  |           |                                                                               |
| Danilović - Di Costanzo - Märcz - Pérez: 2 Petković - Sadovyy: 1 | Marcatori | 3: Damonte 2: Petrović 1: Alesiani - G. Bianco - J. Colombo - Janović - Rizzo |

| Arbitri: | Bianchi Colombo |

|                                  |           |                                                    |
| Ercolano - M. Luongo - Nicche: 1 | Marcatori | 2: Di Costanzo 1: Petković - Postiglione - Sadovyy |

| Arbitri: | Brasiliano Rovida |

|                                               |           |                                                             |
| Danilović - Di Costanzo - Saviano: 2 Märcz: 1 | Marcatori | 3: C. Presciutti 2: Mammarella 1: Elez - Loncar - Valentino |

| Arbitri: | Bensaia Ceccarelli |

|                                                                    |           |                                                                    |
| Lanzoni: 3 A. Caliogna - Mann: 2 D'Alessandro - Marziali - Tyrrell | Marcatori | 4: Petković 2: Sadovyy 1: Danilović - Gambacorta - Märcz - Saviano |

| Arbitri: | Paoletti Petronilli |

| |           |                        |
| Di Costanzo: 3 Danilovic - Scotti Galletta: 2 Gambacorta - Märcz - D. Mattiello - Postiglione - Saviano: 1 | Marcatori | 1: Barillari - Vergano |

| Arbitri: | Savarese Taccini |

|                                                                 |           |                                                          |
| Foglio - Saccoia: 2 Bertoli - Gallo - G. Mattiello - Renzuto: 1 | Marcatori | 3: Petković 1: Danilović - Pérez - Postiglione - Sadovyy |

| Arbitri: | Brasiliano Castagnola |

| |           |                                                                |
| Danilović: 4 Gambacorta: 3 Ferrone - Märcz - Petković: 2 D. Mattiello - Postiglione - Sadovyy - Saviano - Scotti Galletta: 1 | Marcatori | 3: Vittorioso 2: Africano 1: Di Rocco - Gianni - N. Presciutti |

#### Playoff - Quarti di finale
| Arbitri: | Collantoni Lo Dico |

|                                                |           |                                            |
| Di Costanzo - Pérez: 3 Danilović - Petković: 1 | Marcatori | 7: Rizzo 1: J. Colombo - Damonte - Deserti |

| Arbitri: | Paoletti Ceccarelli |

|                                                      |           |                                                                                     |
| Janović - Rizzo: 2 G. Bianco - Damonte - Petrović: 1 | Marcatori | 3: Märcz 2: Di Costanzo - Gambacorta - Petković 1: Danilović - D. Mattiello - Pérez |

#### Playoff - Semifinali
| Arbitri: | Riccitelli Taccini |

|                                                                                                  |           |                                |
| Felugo - Figari: 3 Giacoppo - F. Lapenna: 2 Figlioli - D. Fiorentini - A. Fondelli - N. Gitto: 1 | Marcatori | 2: Pérez 1: Petković - Sadovyy |

| Arbitri: | Štampalija Savinović |

|                                             |           |                                                                                  |
| Di Costanzo: 4 Ferrone - Märcz - Sadovyy: 1 | Marcatori | 4: Giacoppo 2: Aicardi - Figlioli - Madaras 1: Felugo - D. Fiorentini - N. Gitto |

### Coppa Italia
L'Acquachiara ha esordito in Coppa Italia partendo dalla prima fase a gironi, inquadrata nel gruppo B disputato in due giorni interamente a Ostia. Si è poi qualificata alla seconda fase, inquadrata nel gruppo C disputato in due giorni interamente a Savona.

#### Prima fase
| Arbitri: | Paoletti Sardellitto |

|                                                        |           |                             |
| Di Costanzo - Märcz - Saviano: 3 Petković - Sadovyy: 2 | Marcatori | 2: Cupido 1: Bruni - Rocchi |

| Arbitri: | Bianchi Sardellitto |

|                                                                      |           |                                                                  |
| Maddaluno: 3 Latini: 2 Africano - Colosimo - M. Gitto - Mandolini: 1 | Marcatori | 4: Di Costanzo 1: Ferrone - Märcz - Petković - Sadovyy - Saviano |

| Arbitri: | Bianchi Paoletti |

|                                                             |           |                                                       |
| Boyd: 2 Abela - Barranco - Di Luciano - Pizzo - Tringali: 1 | Marcatori | 5: Märcz 4: Petković 2: Sadovyy 1: Gambacorta - Pérez |

#### Seconda fase
| Arbitri: | L. Bianco Taccini |

|                                                                                |           |                                                                                     |
| Deserti - Rizzo: 3 Alesiani - Damonte - Mistrangelo: 2 Petrović - G. Bianco: 1 | Marcatori | 3: Pérez 2: Danilović - Märcz 1: Di Costanzo - Petković - Saviano - Scotti Galletta |

| Arbitri: | Rovida Taccini |

|                                                               |           |                                                           |
| Gambacorta - Märcz: 2 Petković - Sadovyy - Scotti Galletta: 1 | Marcatori | 2: Felugo - Giacoppo 1: Aicardi - D. Fiorentini - Madaras |

| Arbitri: | Fusco Rovida |

|                                                                                          |           |                                                                      |
| Bini - Español - Molina: 2 Borella - Brancatello - A. Di Fulvio - M. Lapenna - Pagani: 1 | Marcatori | 4: Sadovyy 2: Danilović - Gambacorta - Petković 1: Ferrone - Saviano |

## Statistiche

### Statistiche di squadra
Statistiche aggiornate al 7 maggio 2013.
| Competizione | Punti | In casa | In casa | In casa | In casa | In casa | In casa | In trasferta | In trasferta | In trasferta | In trasferta | In trasferta | In trasferta | Totale | Totale | Totale | Totale | Totale | Totale | DR  |
| Competizione | Punti | G       | V       | N       | P       | Gf      | Gs      | G            | V            | N            | P            | Gf           | Gs           | G      | V      | N      | P      | Gf     | Gs     | DR  |
| ------------ | ----- | ------- | ------- | ------- | ------- | ------- | ------- | ------------ | ------------ | ------------ | ------------ | ------------ | ------------ | ------ | ------ | ------ | ------ | ------ | ------ | --- |
| Serie A1     | 34    | 11      | 7       | 1       | 3       | 111     | 73      | 11           | 3            | 3            | 5            | 96           | 92           | 22     | 10     | 4      | 8      | 207    | 165    | +42 |
| Playoff      | -     | 2       | 0       | 0       | 2       | 15      | 23      | 2            | 1            | 0            | 1            | 16           | 21           | 4      | 1      | 0      | 3      | 31     | 44     | -13 |
| Coppa Italia | -     | 0       | 0       | 0       | 0       | 0       | 0       | 6            | 3            | 2            | 1            | 65           | 52           | 6      | 3      | 2      | 1      | 65     | 52     | +13 |
| Totale       | -     | 13      | 7       | 1       | 5       | 126     | 96      | 19           | 7            | 5            | 7            | 177          | 165          | 32     | 14     | 6      | 12     | 303    | 261    | +42 |

### Statistiche giocatori
| Giocatore          | Serie A1 | Serie A1 | Coppa Italia | Coppa Italia | Totale | Totale |
| Giocatore          | Reti     | Rigori   | Reti         | Rigori       | Reti   | Rigori |
| ------------------ | -------- | -------- | ------------ | ------------ | ------ | ------ |
| A. Petković        | 40       | ??       | 11           | ??           | 51     | ??     |
| T. Märcz           | 37       | ??       | 13           | ?            | 50     | ??     |
| L. Di Costanzo     | 30       | ??       | 8            | ??           | 38     | ??     |
| D. Danilović       | 28       | ??       | 4            | ??           | 32     | ??     |
| O. Sadovyy         | 18       | ??       | 10           | ??           | 28     | ??     |
| A. Pérez           | 23       | ??       | 4            | ??           | 27     | ??     |
| F. Gambacorta      | 17       | ??       | 5            | ??           | 22     | ??     |
| G. Saviano         | 14       | ??       | 6            | ??           | 20     | ??     |
| A. Scotti Galletta | 10       | ??       | 2            | ??           | 12     | ??     |
| M. Ferrone         | 9        | ??       | 2            | ??           | 11     | ??     |
| G. Postiglione     | 7        | ??       | 0            | 0            | 7      | ??     |
| D. Mattiello       | 5        | ??       | 0            | 0            | 5      | ??     |
| L. Fiorillo        | 0        | 0        | 0            | 0            | 0      | 0      |
| M. Kačić           | 0        | 0        | 0            | 0            | 0      | 0      |
| R. Ragusa          | 0        | 0        | 0            | 0            | 0      | 0      |